# Pánhellén játékok
A pánhellén játékok az antik Görögország négy nagy sportfesztiváljának összefoglaló neve:
- olümpiai játékok – a legismertebb, legfontosabb, négyévente Élisz mellett, Zeusz tiszteletére
- püthói játékok – négyévente Delphoi mellett, Apollón tiszteletére
- nemeai játékok – kétévente Nemea mellett, szintén Zeusz tiszteletére
- iszthmoszi játékok – kétévente, Korinthosz mellett, Poszeidón tiszteletére

A játékok egy négyéves ciklust alkottak, ami az egyik görög időszámítás alapját képezte. Az olümpiai játékok jelentették a kezdőpontot, a ciklus (olimpiász) első évét. A nemeai és iszthmoszi játékokat a második évben tartották, különböző hónapban, a harmadik évben pedig a püthói játékokat, a negyedik évben pedig megint a nemeai és iszthmoszi játékokat. Utána a ciklus a következő évben kezdődött elölről. Ilyen szervezés mellett egy atléta minden sportjátékon részt tudott venni.
A résztvevők az egész görög világból jöhettek, a gyarmatokat (apoikia) is beleértve, de a résztvevőknek valószínűleg elég gazdagnak kellett lenniük, hogy állni tudják az edzés, utazás, szállás és egyebek költségeit. A nők és nem görögök ki voltak zárva, ritka kivételekkel, mint Néró esetén. A nők számára ugyanakkor létezett külön verseny máshol.
A fő versenyszámok a kocsiverseny, birkózás, ökölvívás, pankráció, stadionfutás és a pentatlon (birkózás, stadionfutás, távolugrás, gerelyhajítás, diszkoszvetés) voltak. A kocsiverseny kivételével minden versenyszámot meztelenül hajtottak végre.
Az olümpiai játékok írott története i. e. 776-tal kezdődik, de történetük valójában évszázadokkal korábban kezdődött. A másik három játékokat az i. e. 6. században alapították.